# Лукаш Грошшо
Лукаш Грошшо (словац. Lukáš Hroššo, нар. 19 квітня 1987, Нітра, Словаччина) — словацький футболіст, воротар польського клуба «Краковія».

## Ігрова кар'єра

### Клубна
Лукаш Грошшо починав займатися футболом у віці восьми років у клубі «Нітра». Починав грати як польовий гравець і тільки в десятирічному віці став у ворота. У травні 2007 року Грошшо дебютував у чемпіонаті Словаччині в основі «Нітри». Але після цього ще тривалий час залишався другим воротарем команди.
У 2013 році воротар перейшов до чеського «Слована» (Ліберець) і в листопаді того року дебютував у першій команді. Провівши в Чехії три сезони, Грошшо виграв з клубом Кубок Чехії.
Провівши ще один сезон у складі столичної «Дукли», у січні 2017 року Грошшо повернувся до Словаччини, у клуб «Нітра». У сезоні 2017/18 його було визнано кращим воротарем чемпіонату Словаччини.
У січні 2019 року Грошшо підписав контракт до кінця сезону з польським клубом «Заглемб'є» (Сосновець). А після завершення контракту, влітку 2019 року на правах вільного агенту перейшов до клубу Екстракласи «Краковія». У 2020 році у складі «Краковії» Грошшо ставав переможцем Кубка та Суперкубка Польщі.

### Збірна
У 2008 році Лукаш Грошшо провів дві гри у складі молодіжної збірної Словаччини.

## Досягнення
Слован (Ліберець)
 Переможець Кубка Чехії: 2014/15
Краковія
 Переможець Кубка Польщі: 2019/20
 Переможець Суперкубка Польщі: 2020
Індивідуальні
- Кращий воротар чемпіонату Словаччини 2017/18